# Technologitsjeski institoet (metrostation)
Technologitsjeski institoet (Russisch: Технологический институт) is een station van de metro van Sint-Petersburg. Het station werd samen met het eerste metrotracé in de stad geopend op 15 november 1955; op 29 april 1961 werd het een overstapstation voor de Kirovsko-Vyborgskaja-lijn en de Moskovsko-Petrogradskaja-lijn en op 1 november 1963 kreeg het een cross-platform-overstapmogelijkheid. Het metrostation bevindt zich aan de rand van het stadscentrum en dankt zijn naam aan het nabijgelegen Instituut voor Technologie van Sint-Petersburg.
Het station is diep gelegen en beschikt over twee perronhallen; de oudste (uit 1955) is een kolommenstation, de tweede hal (uit 1961) is een pylonenstation. Elk van beide naar reisrichting gescheiden perronhallen wordt gebruikt door beide metrolijnen, waardoor overstappen snel en gemakkelijk is. De toegang tot het metrostation bevindt zich onder een kantoorgebouw aan de Technologitsjeskaja plosjtsjad, op de hoek van de Moskovski prospekt en de Zagorodnyj prospekt. Als thema voor de inrichting van het station werd, in verband met zijn naam en locatie, gekozen voor de Russische en Sovjet-wetenschap. Op de witmarmeren zuilengalerij van de eerste perronhal zijn 24 portretten in bas-reliëf van bekende wetenschappers aangebracht. In de tweede, meer functioneel uitgevoerde hal wordt met teksten in de arcades de geschiedenis van de Sovjet-wetenschap geschetst.
De tweede perronhal had aanvankelijk geen eigen uitgang, maar was met de andere hal verbonden door een brug over de sporen. Pas in de jaren 1980 werd een rechtstreekse verbinding (door middel van roltrappen) met de stationshal aangelegd.

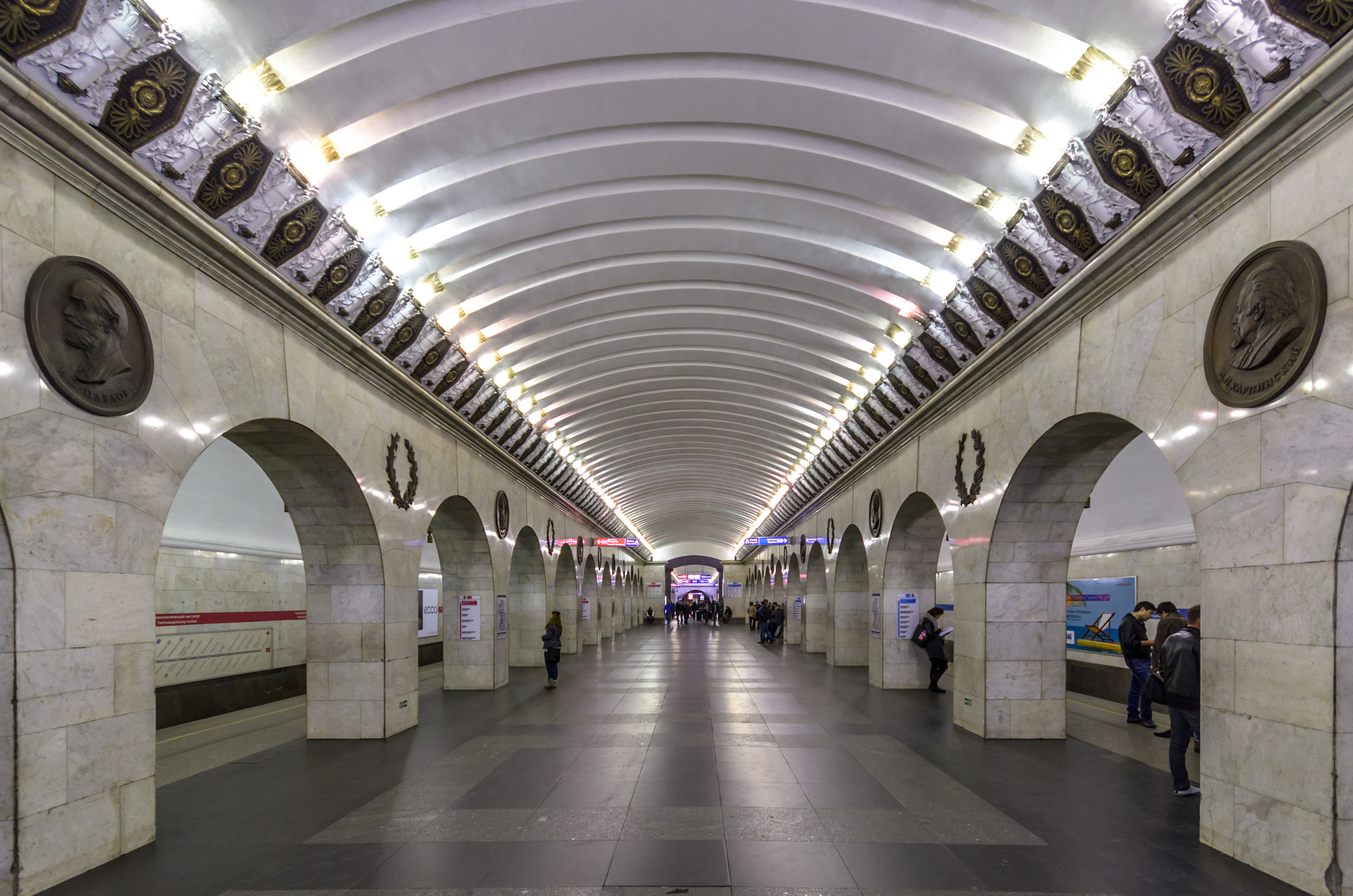
De westelijke hal uit 1955
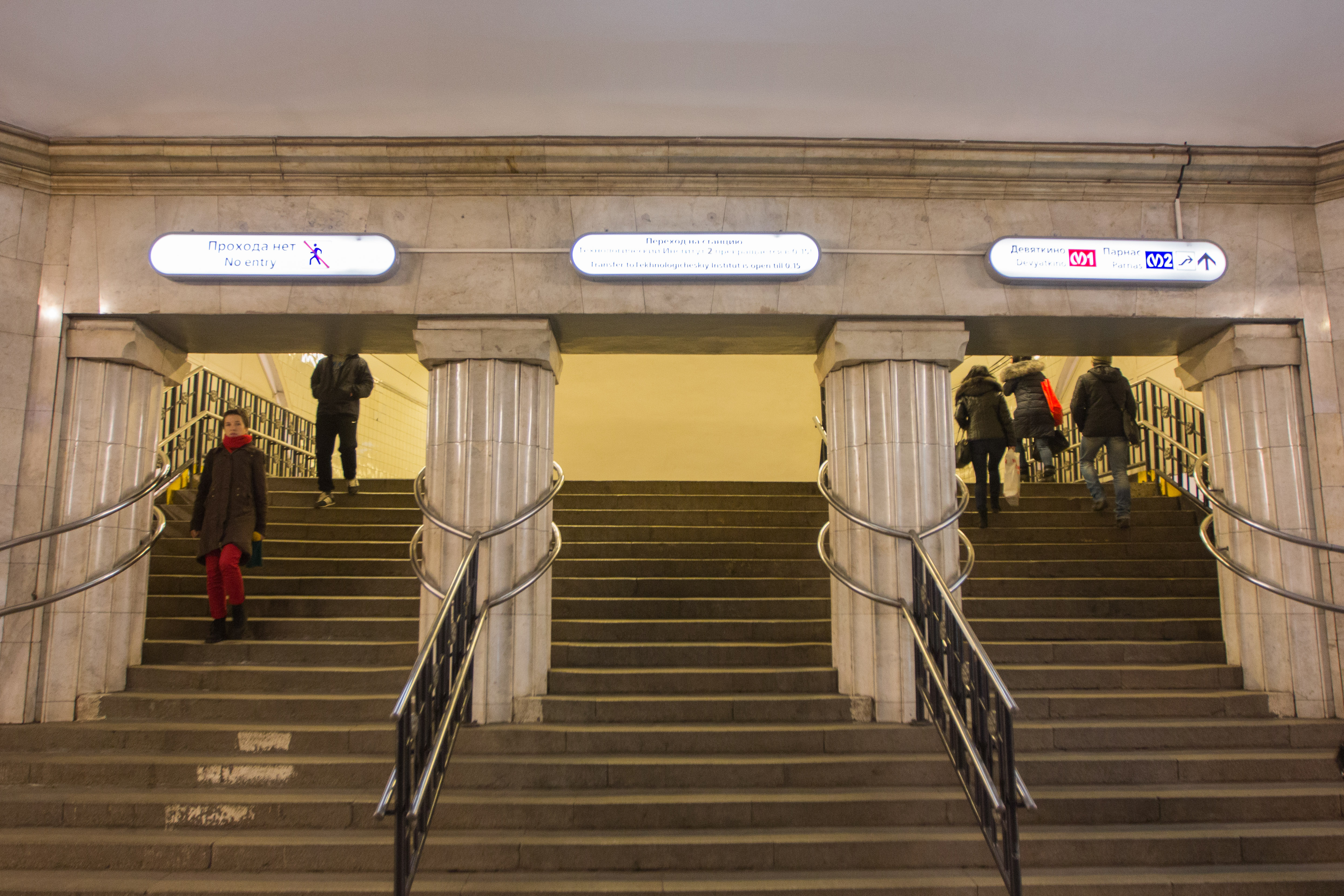
De verbindingstrappen tussen de perronhallen
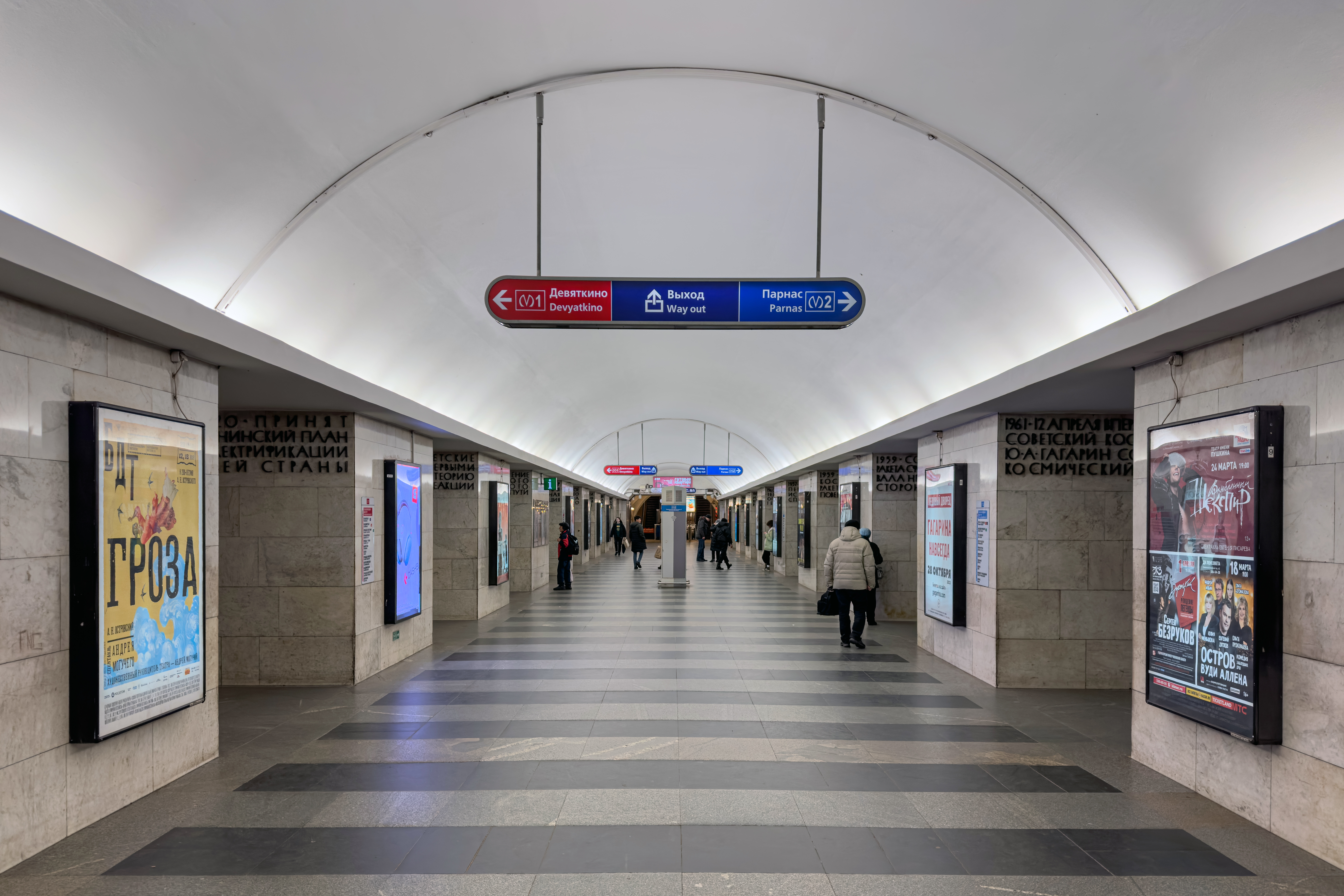
De oostelijke hal uit 1961

Devjatkino  · 
Grazjdanski prospekt · 
Akademitsjeskaja · 
Politechnitsjeskaja · 
Plosjtsjad Moezjestva · 
Lesnaja · 
Vyborgskaja · 
Plosjtsjad Lenina  · 
Tsjernysjevskaja · 
Plosjtsjad Vosstanieja    · 
Vladimirskaja  · 
Poesjkinskaja  · 
Technologitsjeski institoet  · 
Baltiejskaja  · 
Narvskaja · 
Kirovski zavod · 
Avtovo · 
Leninski prospekt · 
Prospekt Veteranov
Parnas · 
Prospekt Prosvesjtsjenieja · 
Ozerki · 
Oedelnaja  · 
Pionerskaja · 
Tsjornaja retsjka · 
Petrogradskaja · 
Gorkovskaja · 
Nevski prospekt  · 
Sennaja plosjtsjad   · 
Technologitsjeski institoet  · 
Froenzenskaja · 
Moskovskieje vorota · 
Elektrosila · 
Park Pobedy · 
Moskovskaja · 
Zvjozdnaja · 
Koeptsjino 